# Guangzhouwan

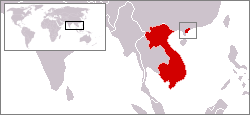
Położenie Guangzhouwan

Guangzhouwan (chiń. trad. 廣州灣, chiń. upr. 广州湾, pinyin Guǎngzhōuwān; inne transkrypcje: Kwang-Chou-Wan, Kwangchowan, Kouang-Tchéou-Wan) – dawna koncesja francuska na południowym wybrzeżu Chin, w prowincji Guangdong. Wydzierżawiona Francji w 1898 roku, została zwrócona Chinom w 1946 roku.
Terytorium to zostało zajęte przez wojska francuskie 27 maja 1898, niedługo po wydzierżawieniu Brytyjczykom Weihaiwei. Położone niedaleko Hongkongu i Makau terytorium nie posiadało żadnego znaczenia ekonomicznego, było jednak wymownym symbolem francuskiej chęci bycia jednym z rozgrywających mocarstw na Dalekim Wschodzie. W 1899 roku Chiny oficjalnie wydzierżawiły Francuzom na okres 99 lat zajęty przez nich fragment swojego terytorium o powierzchni 842 km², obejmujący port Zhanjiang, dwie przyległe wyspy i niewielki pas lądu. Nowe terytorium było zarządzane przez władze kolonialne w Indochinach, zaś ogłoszony wolnym portem Zhanjiang przemianowano na Fort Bayard. 

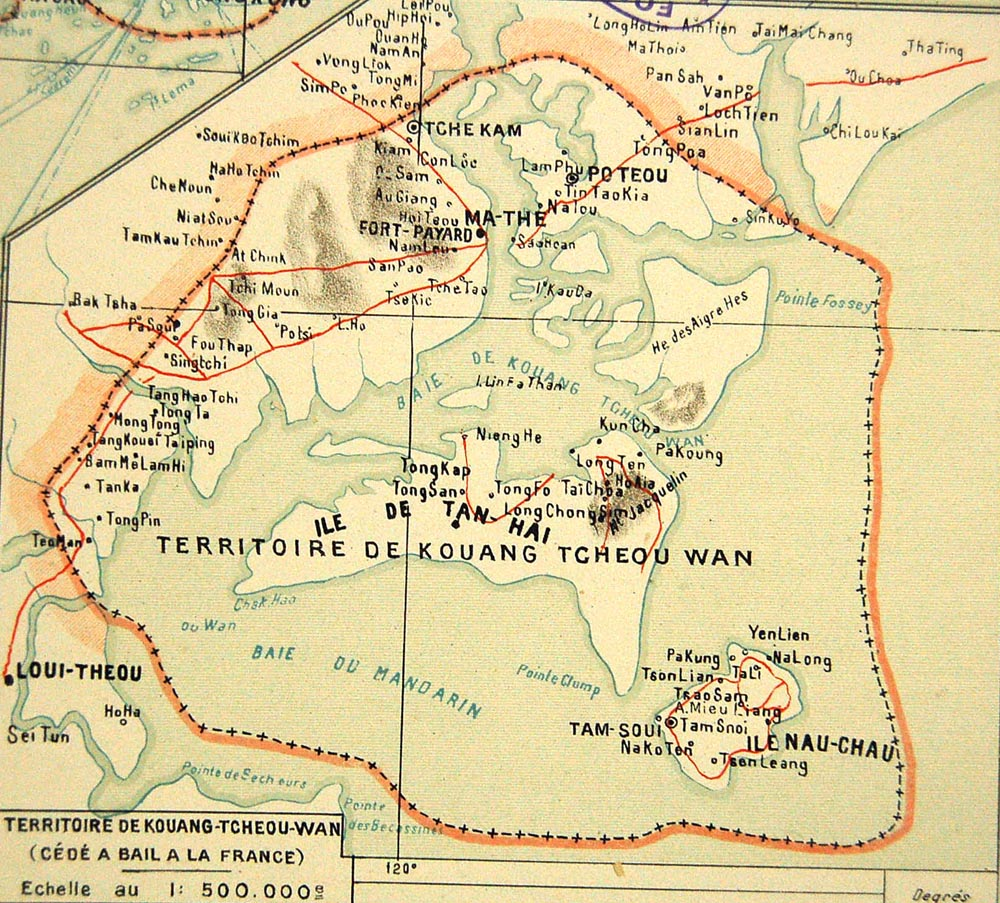
Guangzhouwan na francuskiej mapie z 1909 roku

Pozbawiona gospodarczego znaczenia koncesja nie rozwijała się. Utrzymywała się głównie z produkcji fajerwerków i handlu z Hongkongiem, nie miała jednak żadnego znaczenia strategicznego dla Francji. Na początku lat 30. XX wieku populacja wynosiła 210 tys., w większości Chińczyków. Nieliczna mniejszość francuska posiadała własną szkołę i szpital.
Już podczas konferencji waszyngtońskiej (1921–1922) Francuzi zobowiązali się do zwrotu Chinom Guangzhouwan, obietnicy tej jednak nie spełniono przez całe dwudziestolecie międzywojenne. W latach 1943–1945 terytorium to okupowane było przez Japończyków. Po zakończeniu wojny, 28 lutego 1946 roku, w zamian za wycofanie wojsk chińskich z północnego Wietnamu, Francuzi opuścili Guangzhouwan.